# شیروکو
شیروکو (به لاتین: Shirako) یک منطقهٔ مسکونی در ژاپن است که در Chōsei District واقع شده‌است. شیروکو ۲۷٫۴۶ کیلومترمربع مساحت و ۱۱٬۸۵۲ نفر جمعیت دارد.